# 纳瓦莱斯
纳瓦莱斯，是西班牙卡斯蒂利亚-莱昂萨拉曼卡省的一个市镇。 总面积17平方公里，总人口379人（2001年），人口密度22人/平方公里。